# 軍需品補給艦
軍需品補給艦是美國海軍在第二次世界大戰期間及戰後一段時間內所使用的輔助艦。該艦的任務多為在非戰鬥位置向艦艇及基地進行軍需補給，如罐頭食品、衛生紙、辦公用品等，確保後勤補給的順暢與持續性。
然而，隨著時代的發展，更大噸位以及更高航速的補給艦陸續出現，因此補充軍需的軍需品補給艦也被綜合補給艦所取代了，消失在歷史的長河之中。

## 任務
需要補給的艦艇與基地的指揮官及補給官員需填寫申領單，列出所需物資，並派遣小艇，如LCVP登陸艇，前往軍需品補給艦領取物資。軍需品補給艦在離開美國本土前會先補充物資，然後航行至非戰鬥區域。然而，這些艦艇通常不會返回美國重新補給，而是留在當地，從美國派遣的綜合貨運船接收補給，以維持自身庫存。而各種艦艇的補給量通常為航母約120噸、巡洋艦25-35噸、驅逐艦6-10噸，以及相應的輔助艦補給。
例如，1960年代母港設於日本橫須賀的波魯克斯號庫存約25,000種物資，為第七艦隊的各單位提供補給，並由其他補給艦運送專門物資，如食品、彈藥與燃料。